# Kanshan (köpinghuvudort i Kina, Zhejiang Sheng, lat 30,19, long 120,41)
Kanshan är en köpinghuvudort i Kina. Den ligger i provinsen Zhejiang, i den östra delen av landet, omkring 24 kilometer öster om provinshuvudstaden Hangzhou. Antalet invånare är 57 879. Befolkningen består av 28 664 kvinnor och 29 215 män. Barn under 15 år utgör 13,0 %, vuxna 15-64 år 76 %, och äldre över 65 år 10,0 %.
Runt Kanshan är det tätbefolkat, med 613 invånare per kvadratkilometer. Närmaste större samhälle är Qianqing, 7,7 km söder om Kanshan. I omgivningarna runt Kanshan växer huvudsakligen savannskog.
Genomsnittlig årsnederbörd är 1 869 millimeter. Den regnigaste månaden är juni, med i genomsnitt 328 mm nederbörd, och den torraste är november, med 74 mm nederbörd.